# Jack Lousma
Jack Robert Lousma (Grand Rapids, 29 februari 1936) is een Amerikaans voormalig ruimtevaarder. Lousma zijn eerste ruimtevlucht was Skylab-3 met een Saturnus IB-raket en vond plaats op 28 juli 1973. Tijdens de missie werden er experimenten uitgevoerd aan boord van het ruimtestation Skylab. Ook werd er een tweede zonnepaneel gemonteerd.
In totaal heeft Lousma twee ruimtevluchten op zijn naam staan. Tijdens zijn missies maakte hij twee ruimtewandelingen. In 1983 verliet hij NASA en ging hij als astronaut met pensioen.